# Ras Luta
Ras Luta, właściwie Adam Tersa, (ur. 1982 w Kartuzach) – polski wokalista i autor tekstów tworzący głównie modern roots, reggae, dancehall oraz hip-hop.
Ras Luta współpracował z wieloma wykonawcami sceny reggae, a także hip-hop – m.in. z: Hemp Gru, Maleo Reggae Rockers, Sidney Polakiem, Habakukiem, Juniorem Stressem, Mariką, Natural Dread Killaz, Grubsonem, Mrozu, Fokusem, Rahimem, Trzecim Wymiarem i Dreadsquad. Współpracował też z Krzysztofem Krawczykiem, nagrywając tytułową piosenkę i teledysk na jego płytę Pół wieku człowieku z okazji jubileuszu 50-lecia działalności artystycznej. W tym samym czasie wspólnie stworzyli też duet "Jak daleko" do piosenki Ras Luty.

## Życiorys
Muzyką zainteresował go tata, kiedy to Adam miał tylko 4 lata. Po czasach punkowo-noise'owego buntu zainteresował się Rastafari. Zaczynał w 2004 roku od współpracy z lokalnymi zespołami reggae i soundsystemami w Toruniu. Ras Luta później często występujący z Dreadsquadem od października 2005 roku współtworzy sound system EastWest Rockers. 18 grudnia 2006 roku nakładem Karrot Kommando ukazała się pierwsza płyta formacji pt. Ciężkie czasy. Druga pt. Jedyna broń ukazała się 20 grudnia 2008 roku w wytwórni Prosto, została nagrana w studiu Contrabanda.
7 listopada 2009 roku nakładem wytwórni Prosto została wydana pierwsza solowa płyta Luty pt. Jeśli słyszysz. Za produkcję nagrań i miksowanie odpowiedzialny był Pionear – Niemiec znany z produkcji składanki Polski ogień. Z kolei riddimy pochodzą od House of Riddim, EMZK, Dubby Conquerors, Lockdown Productions, Mista Pita & Radical Irie oraz Justin "JusBus" Nation. Gościnnie w nagraniach wzięli udział m.in.: Hemp Gru, Mrozu, Fokus i Rahim.

## Dyskografia
Albumy solowe
| W Babilonie                 | - Data: 2009 - Wydawca: brak (nielegal)                    | —  |
| Jeśli słyszysz              | - Data: 7 listopada 2009 - Wydawca: Prosto                 | 35 |
| Uratuj siebie               | - Data: 9 marca 2013 - Wydawca: Karrot Kommando            | 24 |
| Rzeka życia (EP)            | - Data: 15 sierpnia 2014 - Wydawca: Karrot Kommando        | —  |
| Jak na początku             | - Data: 2015 - Wydawca: brak (nielegal)                    | —  |
| Lepsze dni                  | - Data: 21 lutego 2020 - Wydawca: Germaican Records Polska | —  |
| "—" album nie był notowany. |                                                            |    |

Kompilacje różnych wykonawców
| Album                               | Rok  | Utwór | Źródło |
| ----------------------------------- | ---- | --- | ------ |
| Polski ogień                        | 2006 | Ras Luta – "W stronę światła" (High Noon) Ras Luta – "Piękni ludzie piękny świat" (Money Bag)                        | [ 12 ] |
| Rap Propaganja Vol.2 – Diss na rząd | 2009 | Grubson, Ras Luta, Miodu, Mesajah – "Babilon szuka Ganji" Hemp Gru, Żary, Ras Luta, Jasiek MBH – "Na jointowym kacu" | [ 13 ] |
| Grube jointy 2: karani za nic       | 2011 | PTP – "Blunty w górę" (gościnnie: Ras Luta)                                                                          | [ 14 ] |

Występy gościnne
| Album                                         | Rok  | Utwór | Źródło        |
| --------------------------------------------- | ---- | --- | ------------- |
| Dreadsquad – Dread za dreadem                 | 2005 | "Ja wiem" (gościnnie: Ras Luta) "Mama" (gościnnie: Ras Luta) | [ 15 ]        |
| WhiteHouse – Kodex 3: Wyrok                   | 2007 | "Tak i nie" (gościnnie: Lilu, Ras Luta) | [ 16 ]        |
| Marika – Plenty                               | 2008 | "Pochwała naiwności" (gościnnie: Junior Stress, Ras Luta) | [ 17 ]        |
| Raca/Stona/DJ Ike – Samotność, wolność, pasja | 2008 | "Tak jak życie nie boli nic" [Wersja Płytowa] (gościnnie: Ras Luta, Duże Pe) "Tak jak życie nie boli nic" [Wersja Długa] (gościnnie: W.E.N.A., Ras Luta, Duże Pe) | [ 18 ]        |
| Hemp Gru – Droga                              | 2009 | "63 dni chwały" (gościnnie: Juras, Ras Luta) "Właśnie tak" (gościnnie: Bob One, Ras Luta, Bas Tajpan & Miuosh)                                                    | [ 19 ]        |
| Fatum Crew – Do przodu stale                  | 2009 | "W duchu walki" (gościnnie: Ras Luta) | [ 20 ]        |
| Fu – Retrospekcje                             | 2009 | "To mój atut" (gościnnie: Ras Luta, Lukasyno, Brahu, Mieron) | [ 21 ]        |
| PaXon – PaXtape Vol. 1                        | 2009 | "Babilon szuka ganji" (gościnnie: Miodu, Ras Luta, Mesajah) "Ciężkie ciosy duplate" (gościnnie: Ras Luta)                                                         | [ 22 ]        |
| Buczer – Podejrzany o rap: Mixtape Vol.2      | 2010 | "List do Boga" (gościnnie: Pezet, Gabi, Ras Luta) | [ 23 ]        |
| Pils – 4/4TE                                  | 2010 | "Dwa gusta" (gościnnie: Ras Luta) | [ 24 ]        |
| Wice Wersa – Między niebem a piekłem          | 2010 | "Jedna miłość" (gościnnie: Ras Luta) | [ 25 ]        |
| PTP – Wybuchowa receptura                     | 2010 | "Blunty w górę" (gościnnie: Ras Luta) | [ 26 ]        |
| Brahu – Chaos                                 | 2011 | "Czysta zawiść" (gościnnie: Ras Luta, RDW) | [ 27 ]        |
| Hemp Gru – Jedność (DVD)                      | 2011 | "Rób co musisz" (gościnnie: Ras Luta) | [ 28 ]        |
| Trzeci Wymiar – Dolina klaunoow               | 2012 | "Dostosowany 2" (gościnnie: Ras Luta) | [ 29 ]        |
| Krzysztof Krawczyk – Pół wieku człowieku      | 2014 | "Pół wieku człowieku" (gościnnie: Ras Luta) | [ 30 ] [ 31 ] |

## Teledyski
| Tytuł                                                                 | Rok  | Reżyseria/Realizacja                  | Album               | Źródło |
| --------------------------------------------------------------------- | ---- | ------------------------------------- | ------------------- | ------ |
| "Miłość w każdym domu"                                                | 2009 | Katarzyna Bujas                       | Jeśli słyszysz      | [ 32 ] |
| "Chodź" (gościnnie: Blasku)                                           | 2010 | Celina Skiba, Piotr Skiba             | Jeśli słyszysz      | [ 33 ] |
| "Dzięki Bogu"                                                         | 2013 | Rafał Trubisz & Kuba 1200 Łukaszewski | Uratuj siebie       | [ 34 ] |
| "Jak daleko"                                                          | 2013 | Holeinmoon                            | Uratuj siebie       | [ 35 ] |
| Krzysztof Krawczyk – "WolnyPół wieku człowieku" (gościnnie: Ras Luta) | 2014 | Heroteam                              | Pół wieku człowieku | [ 36 ] |